# John Bromwich
John Edward Bromwich (Sydney, 14 de novembre de 1918 − Geelong, 21 d'octubre de 1999) fou un jugador de tennis australià.
Fou un dels millors tennistes australians de la dècada de 1940, especialment en la categoria de dobles masculins fent parella amb Adrian Quist. Va guanyar un total de 19 títols de Grand Slam (2 individuals, 13 de dobles masculins i 4 de dobles mixts) en 35 finals disputades. Va formar part de l'equip australià de Copa Davis en diverses ocasions i destaca l'edició de 1939, on va liderar l'equip en la final per remuntar un 0-2 en contra, l'única ocasió en la història del trofeu en què s'ha remuntat aquest resultat negatiu en una final.
Va ser inclòs en l'International Tennis Hall of Fame l'any 1984 i fou guardonat el Davis Cup Commitment Award pòstumament l'any 2017, que va rebre la seva vídua Zenda.

## Torneigs de Grand Slam

### Individual: 8 (2−6)
| Resultat  | Núm. | Any  | Campionat                    | Oponent        | Marcador                |
| --------- | ---- | ---- | ---------------------------- | -------------- | ----------------------- |
| Finalista | 1.   | 1937 | Australian Championships     | Vivian McGrath | 3−6, 6−1, 0−6, 6−2, 1−6 |
| Finalista | 2.   | 1938 | Australian Championships (2) | Don Budge      | 4−6, 2−6, 1−6           |
| Guanyador | 1.   | 1939 | Australian Championships     | Adrian Quist   | 6−4, 6−1, 6−3           |
| Guanyador | 2.   | 1946 | Australian Championships (2) | Dinny Pails    | 5−7, 6−3, 7−5, 3−6, 6−2 |
| Finalista | 3.   | 1947 | Australian Championships (3) | Dinny Pails    | 6–4, 4–6, 6–3, 5–7, 6–8 |
| Finalista | 4.   | 1948 | Australian Championships (4) | Adrian Quist   | 4–6, 6–3, 3–6, 6–2, 3–6 |
| Finalista | 5.   | 1948 | Wimbledon Championships      | Bob Falkenburg | 5–7, 6–0, 2–6, 6–3, 5–7 |
| Finalista | 6.   | 1949 | Australian Championships (5) | Frank Sedgman  | 3–6, 2–6, 2–6           |

### Dobles masculins: 16 (13−3)
| Resultat  | Núm. | Any  | Campionat                    | Parella       | Oponents                          | Marcador                 |
| --------- | ---- | ---- | ---------------------------- | ------------- | --------------------------------- | ------------------------ |
| Finalista | 1.   | 1937 | Australian Championships     | Jack Harper   | Adrian Quist Don Turnbull         | 2−6, 7−9, 6−1, 8−6, 4−6  |
| Guanyador | 1.   | 1938 | Australian Championships     | Adrian Quist  | Gottfried von Cramm Henner Henkel | 7–5, 6–4, 6–0            |
| Finalista | 2.   | 1938 | US Championships             | Adrian Quist  | Don Budge Gene Mako               | 3−6, 2−6, 1−6            |
| Guanyador | 2.   | 1939 | Australian Championships (2) | Adrian Quist  | Colin Long Don Turnbull           | 6–4, 7–5, 6–2            |
| Guanyador | 3.   | 1939 | US Championships             | Adrian Quist  | Jack Crawford Harry Hopman        | 8−6, 6−1, 6−4            |
| Guanyador | 4.   | 1940 | Australian Championships (3) | Adrian Quist  | Jack Crawford Vivian McGrath      | 6–3, 7–5, 6–1            |
| Guanyador | 5.   | 1946 | Australian Championships (4) | Adrian Quist  | Max Newcombe Leonard Schwartz     | 6–3, 6–1, 9–7            |
| Guanyador | 6.   | 1947 | Australian Championships (5) | Adrian Quist  | Frank Sedgman George Worthington  | 6–1, 6–3, 6–1            |
| Guanyador | 7.   | 1948 | Australian Championships (6) | Adrian Quist  | Frank Sedgman Colin Long          | 1–6, 6–8, 9–7, 6–3, 8–6  |
| Guanyador | 8.   | 1948 | Wimbledon Championships      | Frank Sedgman | Tom Brown Gardnar Mulloy          | 5–7, 7–5, 7–5, 9–7       |
| Guanyador | 9.   | 1949 | Australian Championships (7) | Adrian Quist  | Geoffrey Brown Bill Sidwell       | 1–6, 7–5, 6–2, 6–3       |
| Guanyador | 10.  | 1949 | US Championships (2)         | Bill Sidwell  | Frank Sedgman George Worthington  | 6−4, 6−0, 6−1            |
| Guanyador | 11.  | 1950 | Australian Championships (8) | Adrian Quist  | Jaroslav Drobný Eric Sturgess     | 6−3, 5−7, 4−6, 6−3, 8−6  |
| Guanyador | 12.  | 1950 | Wimbledon Championships (2)  | Adrian Quist  | Geoffrey Brown Bill Sidwell       | 7−5, 3−6, 6−3, 3−6, 6−2  |
| Guanyador | 13.  | 1949 | US Championships (3)         | Frank Sedgman | Gardnar Mulloy Bill Talbert       | 7−5, 8−6, 3−6, 6−1       |
| Finalista | 3.   | 1951 | Australian Championships (2) | Adrian Quist  | Frank Sedgman Ken McGregor        | 9−11, 6−2, 3−6, 6−4, 3−6 |

### Dobles mixts: 11 (4−7)
| Resultat  | Núm. | Any  | Campionat                    | Parella           | Oponents                             | Marcador        |
| --------- | ---- | ---- | ---------------------------- | ----------------- | ------------------------------------ | --------------- |
| Guanyador | 1.   | 1938 | Australian Championships     | Margaret Wilson   | Nancye Wynne Bolton Colin Long       | 6−3, 6−2        |
| Finalista | 1.   | 1938 | US Championships             | Thelma Coyne Long | Alice Marble Don Budge               | 1−6, 2−6        |
| Finalista | 2.   | 1939 | Australian Championships     | Margaret Wilson   | Nell Hall Hopman Harry Hopman        | 8−6, 2−6, 3−6   |
| Finalista | 3.   | 1946 | Australian Championships (2) | Joyce Fitch       | Nancye Wynne Bolton Colin Long       | 0−6, 4−6        |
| Finalista | 4.   | 1947 | Australian Championships (3) | Joyce Fitch       | Nancye Wynne Bolton Colin Long       | 3−6, 3−6        |
| Guanyador | 2.   | 1947 | Wimbledon Championships      | Louise Brough     | Nancye Wynne Bolton Colin Long       | 1−6, 6−4, 6−2   |
| Guanyador | 3.   | 1947 | US Championships             | Louise Brough     | Gussy Moran Pancho Segura            | 6−3, 6−1        |
| Guanyador | 4.   | 1948 | Wimbledon Championships (2)  | Louise Brough     | Doris Hart Frank Sedgman             | 6−2, 3−6, 6−3   |
| Finalista | 5.   | 1949 | Australian Championships (4) | Joyce Fitch       | Doris Hart Frank Sedgman             | 1−6, 7−5, 10−12 |
| Finalista | 6.   | 1949 | Wimbledon Championships      | Louise Brough     | Sheila Piercey Summers Eric Sturgess | 7−9, 11−9, 5−7  |
| Finalista | 7.   | 1954 | Australian Championships (5) | Beryl Penrose     | Thelma Coyne Long Rex Hartwig        | 6−4, 1−6, 2−6   |

## Palmarès

### Equips: 6 (2−4)
| Resultat  | Núm. | Data                               | Torneig                                 | Superfície | Equip                                         | Oponents                                                  | Marcador |
| --------- | ---- | ---------------------------------- | --------------------------------------- | ---------- | --------------------------------------------- | --------------------------------------------------------- | -------- |
| Finalista | 1.   | 3 − 5 de setembre de 1938          | Copa Davis, Filadèlfia, Estats Units    | Gespa      | Harry Hopman Adrian Quist Leonard Schwartz    | Don Budge Joseph Hunt Gene Mako Bobby Riggs               | 2−3      |
| Guanyador | 1.   | 2 − 5 de setembre de 1939          | Copa Davis, Haverford, Estats Units     | Gespa      | Jack Crawford Harry Hopman Adrian Quist       | Joseph Hunt Jack Kramer Frank Parker Bobby Riggs          | 3−2      |
| Finalista | 2.   | 26 − 30 de desembre de 1946        | Copa Davis, Melbourne, Austràlia (2)    | Gespa      | Colin Long Dinny Pails Adrian Quist           | Jack Kramer Gardnar Mulloy Frank Parker Ted Schroeder     | 0−5      |
| Finalista | 3.   | 30 d'agost − 1 de setembre de 1947 | Copa Davis, Nova York, Estats Units (3) | Gespa      | Geoffrey Brown Colin Long Dinny Pails         | Jack Kramer Gardnar Mulloy Frank Parker Ted Schroeder     | 1−4      |
| Finalista | 4.   | 26 − 28 d'agost de 1949            | Copa Davis, Nova York (4)               | Gespa      | Frank Sedgman Bill Sidwell                    | Pancho Gonzales Gardnar Mulloy Ted Schroeder Bill Talbert | 1−4      |
| Guanyador | 2.   | 25 − 27 d'agost de 1950            | Copa Davis, Nova York (2)               | Gespa      | Ken McGregor Frank Sedgman George Worthington | Thomas Brown Gardnar Mulloy Ted Schroeder Bill Talbert    | 4−1      |